# Епархия Накхонсавана
Епархия Накхонсавана (лат. Nakhonsauanensis) — епархия Римско-Католической церкви с центром в городе Накхонсаван, Таиланд. Епархия накхонсавана входит в митрополию Бангкока и распространяет свою юрисдикцию на территорию провинций Чайнат, Кампхэнгпхет, Лопбури, Накхонсаван, Сарабури, Сукхотхай, Так, Утхайтхани и Уттрадит. Кафедральным собором епархии Накхонсавана является церковь святой Анны.

## История
9 февраля 1967 года Римский папа Пий XII издал буллу «Officii Nostri», которой учредил епархию Накхорнсавана, выделив его из апостольского викариата Бангкока (сегодня — Архиепархия Бангкока).
2 июля 1969 года епархия Накхорнсавана была переименована в епархию Накхонсавана.

## Ординарии епархии
- епископ Мишель-Огюст-Мари Ланжер M.E.P.[1] (9.02.1967 — 24.05.1976);
- епископ Иосиф Банчонг Арибаг (24.05.1976 — 5.11.1998);
- епископ Луи Чамниан Сантисукнирам (5.11.1998 — 1.07.2005) — назначен архиепископом Тхари и Нонсенга;
- епископ Франциск Ксаверий Криенгсак Ковитванит (7.03.2007 — 14.05.2009) — назначен архиепископом Бангкока;
- епископ Иосиф Пибул Виситнондачай (19.06.2009 — по настоящее время).

## Источник
- Annuario Pontificio, Libreria Editrice Vaticana, Città del Vaticano, 2003, ISBN 88-209-7422-3
- Булла Officii Nostri  (лат.)